# 基安蒂

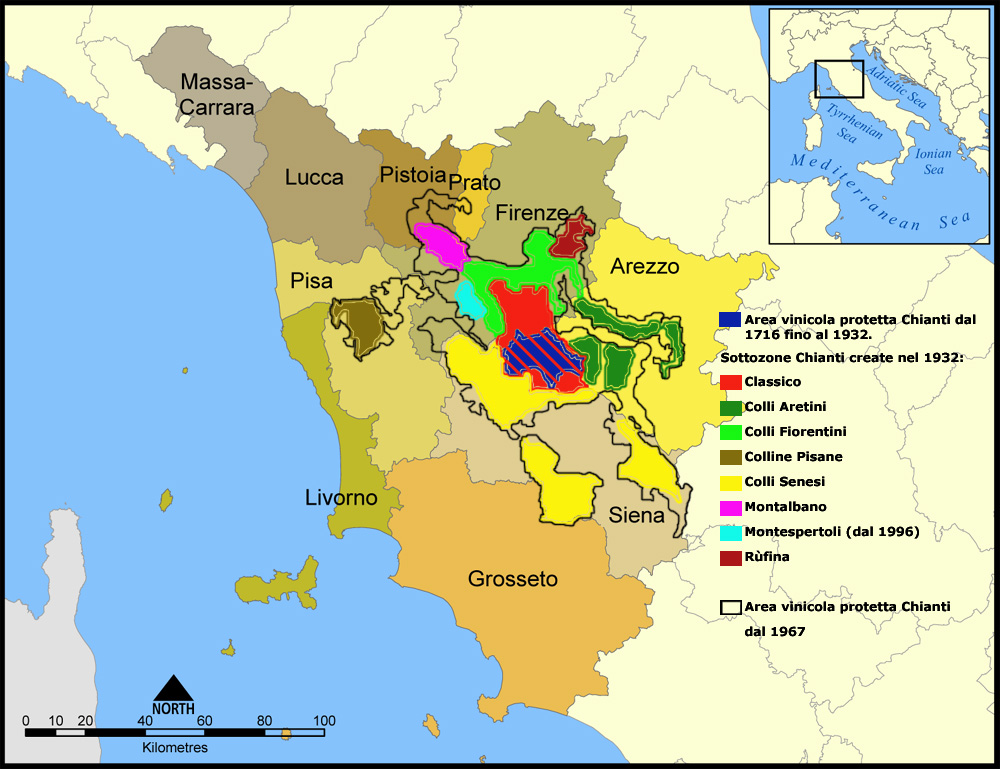
基安蒂地图

基安蒂（義大利語：Chianti，義大利語發音：[ˈkjanti]），又称基安蒂山（義大利語：Monti del Chianti）或基安蒂丘陵（義大利語：Colline del Chianti），是位于意大利托斯卡纳大区佛罗伦萨、錫耶納省和阿雷佐省的一个山区，主要由丘陵和山脉组成。该地区因生产于此的同名葡萄酒而闻名于世。